# Pies ogrodnika

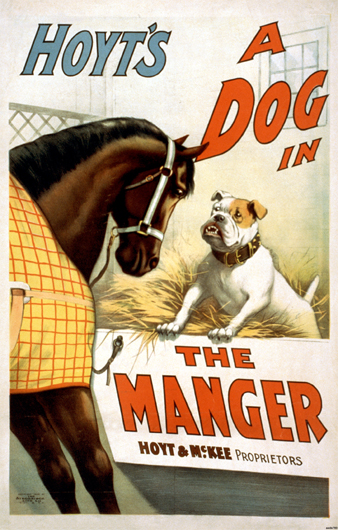
Afisz reklamujący farsę teatralną A Dog in the Manger autorstwa Charlesa H. Hoyta, 1899

Pies ogrodnika – związek frazeologiczny będący określeniem pejoratywnym. „Psem ogrodnika” jest nazywany ten, kto uniemożliwia lub utrudnia innym osobom dostęp do jakichś pożądanych przez nie dóbr (rzecz, stanowisko zawodowe, społeczne, partner życiowy itp.), pomimo lub dlatego, że sam nie może tych dóbr zdobyć lub czerpać z nich pożytku. Potocznie występuje niekiedy z dodatkowym objaśnieniem: „sam nie zje i drugiemu nie da”. 
W języku angielskim jego odpowiednikiem jest wyrażenie dog in the manger (dosłownie „pies w żłobie”). 

## Źródło związku frazeologicznego
Popularna w starożytności bajka, przypisana Ezopowi, opowiada o psie, który nie dopuszczał koni do siana, pomimo że sam zjeść go nie mógł. Do tamtej przypowieści nawiązuje sztuka Lope de Vegi, która w Polsce jest znana pod tytułem Pies ogrodnika.

## Przykłady użycia
Przykładowo, w biznesie internetowym psem ogrodnika nazywa się osobę, która kupując dany produkt lub usługę świadomie (pomimo iż formularz zakupu o to pyta) usuwa lub nie podaje informacji o podmiocie, od którego dowiedziała się ona o danej usłudze czy produkcie. W ten sposób partner sprzedającego, który polecił danej osobie danego sprzedawcę nie dostanie należnej mu prowizji. Kupujący zatajając informacje o partnerze nic nie zyskuje, a często nawet traci – bowiem w wyżej opisanym mechanizmie często za wskazanie polecającego kupujący dostaje np. zniżkę.

## Obecność w kulturze
- Komedia Lope de Vegi pt. Pies ogrodnika.
- Bajka Ezopa Pies i konie
- Piosenka Kasi Klich Pies ogrodnika